# بيتر ضو
بيتر ضو (مواليد 1965) هو خبير استراتيجي وسياسي وناشط وموسيقي ومؤلف لبناني وأمريكي عمل كمستشار لكبار الشخصيات السياسية، بما في ذلك هيلاري كلينتون وجون كيري. وصفته صحيفة نيويورك تايمز بأنه «أحد أبرز المدونين السياسيين في البلاد». قالت صحيفة واشنطن بوست إن أعماله المبكرة في السياسة الرقمية ساعدت في ابتكار «طريقة جديدة تمامًا لإجراء الحملات السياسية.»

## نشأته
ولد ضو ونشأ في بيروت خلال الحرب الأهلية اللبنانية. في سن الخامسة عشرة، تم تجنيده من قبل القوات اللبنانية، وهي مليشيا مسيحية، وخضع لثلاث سنوات من التدريب العسكري إلى جانب تعليمه المدرسي. التحق بالجامعة الأمريكية في بيروت، وهاجر بسبب الفتنة المستمرة في لبنان إلى نيويورك لدراسة الفلسفة في جامعة نيويورك. كان والد ضو كاثوليكيًا وعُمِّد ضو على دين والده. ضو من أصل يهودي من جهة والدته، وهي أمريكية ولدت وترعرعت في نيويورك.

## مسيرته

### الموسيقى
خلال التسعينيات، كان ضو منتجًا وعازفًا على لوحة المفاتيح، وظهر في مئات من الريمكسات والتسجيلات لفنانين من بينهم بيورك وفرانكي ناكلس ومايلز ديفيس وماريا كاري وديانا روس. كعازف بيانو جاز، أنتج ثلاث أغنيات فردية في Billboard Club ووقَّع على عقد مع كولومبيا للتسجيلات ومجموعة يونيفيرسال الموسيقية. قام بجولة في الولايات المتحدة وأوروبا، وظهر في مجلات معروفة مثل Vibe وSpin وبيبلبورد وتايم. كما قام ضو بتشكيل فرقة «ذا ضو»، وهي فرقة موسيقية راقصة مقرها مدينة نيويورك.

### السياسة
كان ضو مستشارًا للاتصالات عبر الإنترنت لحملة جون كيري الرئاسية لعام 2004. بالإضافة إلى ذلك، قاد ضو عمليات هيلاري كلينتون الرقمية في حملتها لعام 2008 وكان من داعمي كلينتون البارزين في عام 2016.
خلال الانتخابات التمهيدية لعام 2020، كتب ضو مقال رأي تمت مشاركته على نطاق واسع لمجلة ذا نيشن دعا فيه الديمقراطيين والتقدميين واليساريين إلى طرح خلافات سنة 2016 جانبًا وتجنب الخلاف حول ترشيح بيرني ساندرز. في نوفمبر 2019، ظهر في بودكاست حملة ساندرز "Hear the Bern" لدعم حركة #NotMeUs. في مارس 2020، أوضح على موقع ذي إنترسبت دعمه لساندرز، وطرَحَ بعض الأفكار المكتسبة من خبرته السابقة في العمل لصالح الحزب الديمقراطي.
في عام 2019، أصبح ضو وزوجته ليلى مستشارين لبعض حملات ترشح التقدميين للكونغرس، لكلٍ من ليندسي بويلان (NY-10) ولورين آشكرافت (NY-12) وريبيكا بارسون (WA-06) وميلاندي داريجو (نيويورك- 03).
في أبريل 2020، ترك ضو وزوجته الحزب الديمقراطي رسميًا وكلاهما غير منتسب حاليًا لأي حزب سياسي.

### الإعلام والكتابة
شغل ضو منصب الرئيس التنفيذي لـ "Shareblue Media" وهو المؤسس المشارك لمنصة الإعلام "Verrit"، التي تم إغلاقها في عام 2018.
زَعِم كلٌ من ضو وجيمس بويس أنهما قاما بدور مؤسس في هافينغتون بوست، وقالا إنهما استُبعِدا من أي أرباح من صفقة بيعها إلى شركة إيه أو إل. تم رفع دعوى في عام 2010 من قبل ضو وبويس، وتمت تسويتها في عام 2014.
ألَّف ضو كتاب «الحرب الأهلية الرقمية: مواجهة خطر اليمين المتطرف».

## روابط خارجية
- الموقع الرسمي